# Коэн, Херб
 Херб Коэн (англ. Herb Cohen, 30 марта 1932 — 16 марта 2010) — американский персональный менеджер, продюсер и музыкальный издатель, известный сотрудничеством с Фрэнком Заппой, Томом Уэйтсом, Линдой Ронстадт и с другими музыкантами 1960-1970-х гг.

## Биография
Родился в Нью-Йорке. В семнадцать лет пошёл на военную службу матросом в торговый флот. Был демобилизован в 1952 году. В середине 50-х перебрался в Лос-Анджелес и начал организовывать концерты таких фолк-певцов как Пит Сигер и Одетта Холмс. В конце 1950-х и начале 1960-х содержал кофейни и фолк-клубы «The Unicorn» и «Cosmo Alley».
Тогда же он начал карьеру менеджера для многих известных людей. Его подопечными были Скримин Джей Хокинс, Тим Бакли, Элис Купер, Ленни Брюс и Линда Ронстадт. В конце 60-х он был менеджером девичьей группы Fanny, которая с его помощью подписала контракт с Warner Bros. Records после выступления в ночном клубе The Troubadour.
В 1965 году Коэн стал менеджером Фрэнка Заппы и его группы The Mothers of Invention и организовал их первый клубный концерт. При  поддержке продюсера Тома Уилсона,  он помог музыкальной группе заключить первый контракт с лейблом. Коэн и Заппа владели совместно такими звукозаписывающими лейблами, как Bizarre Records, Straight Records и DiscReet Records. В 1976 году, после одиннадцатилетнего сотрудничества Херб Коэн и Заппа расстались на фоне судебных разбирательств. Фрэнк утверждал, что Херб и его брат получали чрезмерную прибыль от его заработка, на что Коэн предъявил Заппе встречный иск, утверждая что тот забрал свою готовую копию рок-альбома Zoot Allures у компании Warner Bros., обходя, таким образом, иск главы DiscReet Records.
Организовывал туры фестиваля Montreux Jazz Festival в США, и в Японии. Проводил фестиваль в защиту Нельсона Манделы на стадионе «Уэмбли» после его освобождения из тюрьмы.
До 1982 года вёл дела Тома Уэйтса. После этого его главным подопечным был джазовый музыкант Джордж Дюк (известен участием в группе Фрэнка Заппы The Mothers). В 1988 году, Коэн возродил лейблы Bizarre и Straight, объединив их в «Bizarre/Straight Records», который был представлен Enigma Records, а затем Rhino Records. Лейбл выпускал ранние записи Вейтса и Тима Бакли. Некоторые его записи были затем выпущены Manifesto Records, лейблом, созданным в 1995 году, которым руководил его племянник Эван Коэн.
В 1989—1990 гг. занимался делами русской группы «Автограф» (Live Aid for Africa) и руководил записью их дебютного американского альбома «Tear Down the Borders», который был спродюсирован Бобом Даффи и выпущен в 1990 году на лейбле Bizarre/Straight.
В 2009 году Коэн подал иск о клевете против британского журналиста Барни Хоскинса и его издательству Random House Inc. в связи с заявлениями в книге «Дорожная, Жизнь Тома Уэйтса».

## Смерть
Коэн скончался в 2010 году в Напе, штат Калифорния, в возрасте 77 лет от осложнений, вызванных раком.